# نهبندان

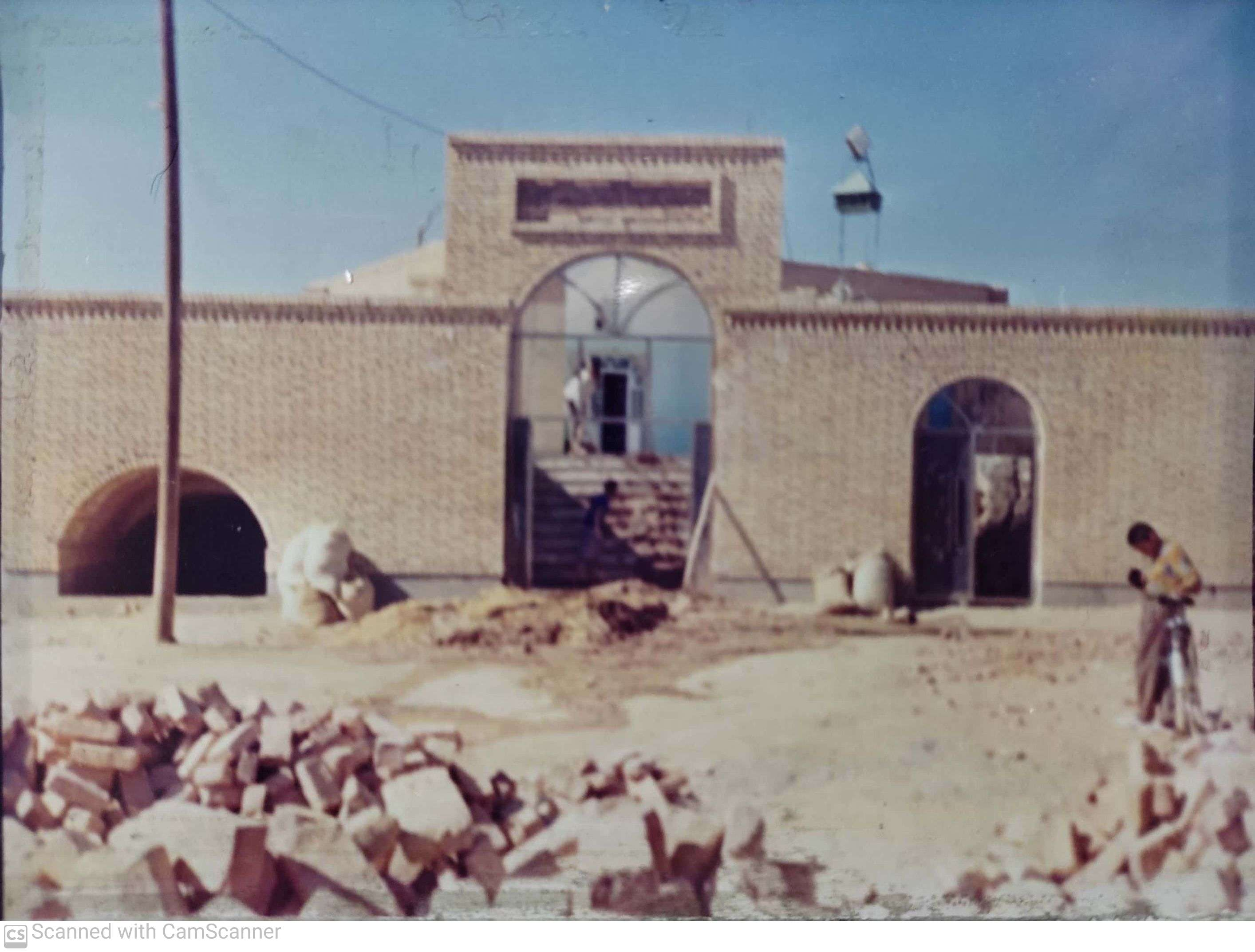
مسجد گلستان نهبندان در حال ساخت

نِهبَندان، مرکز شهرستان نهبندان در استان خراسان جنوبی ایران است.
این شهر در گویش سیستانی به نام قدیمی آن نِهْ که در کتاب تاریخ سیستان آمده است خوانده می‌شود.
این شهر از شهرهای سیستان بزرگ بوده که در تقسیمات کشوری به استان خراسان ملحق شده است.
نهبندان جنوبی‌ترین شهر استان خراسان جنوبی است و در ارتفاع ۱٬۱۹۶ متری از سطح دریا قرار گرفته است. این شهر به اقتضای موقعیت طبیعی و مجاورت با کویر در دشتی نسبتاً وسیع واقع شده است. این شهرستان، از نظر ناهمواری، در شمال شامل ارتفاعاتی است که ارتفاع قله‌های آن به ۲٬۵۰۰ متر می‌رسد. کوه سرخ، کوه بیدمشک و کوه بوبک از جمله این ارتفاعات هستند. شهرستان نهبندان از شمال به کوه‌های کم ارتفاع بهاران و شهرستان بیرجند، از شرق به کوه‌های گرم و کشور افغانستان و شهرستان زابل، از غرب به بلندی‌های کوه‌های چشمه، شاهکوه، کوه هاری و کرمان و از جنوب به دامنه کوه‌های استند و استان سیستان و بلوچستان محدود می‌شود. آب وهوای نهبندان به دلیل مجاورت با کویر در گروه آب و هوای گرم و خشک قرار دارد.

## تاریخچه
جغرافی نویسان قدیم عرب شهر «نه» یا «نیه» را از شهرهای سیستان شمرده‌اند چنانچه در بخشی از کتاب تاریخ یعقوبی که مربوط به وقایع قرن دوم هجری است آمده جمعی دعوت هاشمیون را لبیک گفته و بر حکومت وقت شوریدند برای سرکوبی انقلابیون در منطقه سیستان، شهر نه محلی بود که برای استراحت و مرکز پشتیبانی مورد استفاده قرار گرفت. این واقعه در سال ۱۱۱ هجری قمری اتفاق افتاد.
در کتاب تاریخ سیستان، از ۱۶ کوره (ولایتِ) متعلق به سیستان نام برده شده است:
که جبل نیهْ (نهبندان) را یکی از ولایت‌های متعلق به سیستان می‌داند.

## موقعیت جغرافیایی
شهرستان نهبندان دارای دو بخش «مرکزی» و «شوسِف»، دو شهر «نهبندان» و «شوسِف» و پنج دهستان است.
منطقه نهبندان به دلیل وجود راه‌های اصلی و درجه یک، ارتباط نزدیک با استان‌های سیستان و بلوچستان و کرمان، نزدیکی به کشورهای پاکستان و افغانستان و بندرهای جنوبی کشور به ویژه چابهار و قرار گرفتن بر سر راه‌های مهم بازرگانی استان خراسان یکی از مناطق مهم ارتباطی و تجاری این منطقه است. هم چنین وجود سنگ‌های ارزشمند در معادن این منطقه در کنار کشاورزی دلیل دیگری مبنی بر اهمیت نهبندان است.
این شهرستان از شمال با شهرستان سربیشه، از غرب با شهرستان خوسف، از شرق با کشور افغانستان، از جنوب به شهرستان نیمروز و مراکز دو استان سیستان و بلوچستان و کرمان محدود می‌شود.

## جمعیت
بر پایه سرشماری عمومی نفوس و مسکن در سال ۱۳۹۵ جمعیت این شهر ۱۸٬۳۰۴ نفر (در ۴٬۷۵۵ خانوار) بوده است.

## لهجه
مردم نهبندان به زبان فارسی با لهجه‌ای محلی سخن می‌گویند.
حذف همخوان‌ها در گویش نهبندان در مورد همخوان‌های انسدادی (/b/, /t/، /d/, /k/، /ʔ/)، سایشی (/z/, /h/)، انسدادی-سایشی (/dʒ/)، خیشومی (/m/, /n/) و روان (/l/) مشاهده شده است. تبدیل همخوان‌ها نیز در جهات مختلفی مانند انسدادی به انسدادی، انسدادی به سایشی، سایشی به انسدادی، انسدادی به خیشومی، سایشی به سایشی، انسدادی-سایشی به سایشی، انسدادی-سایشی به یکدیکر، تبدیل همخوان‌های خیشومی به یکدیکر، همخوان‌های روان به خیشومی، همخوان‌های روان به یکدیکر و همخوان‌های غلت به سایشی رخ می‌دهد.
در یک پژوهش، داده‌های زبانی از طریق مصاحبه با ۲۴ گویشور (۱۲ زن و ۱۲ مرد) در سه گروه سنی نوجوانان، جوانان و افراد مسن جمع‌آوری شده است. نتایج نشان می‌دهد که تحصیلات در برخی متغیرها باعث کاهش استفاده از صورت‌های غیرمعیار نشده است و نقش تحصیلات به عنوان یک متغیر اجتماعی تنها در تمایز گفتار گویشوران مسن باسواد و بی‌سواد مشهود است. همچنین در برخی متغیرها، گفتار مردان به گونه معیار نزدیک‌تر است. در بیشتر موارد نیز اگرچه گفتار زنان به گونه معیار نزدیک‌تر بوده، اما اختلاف آنها با مردان ناچیز بوده است. افزایش سن در گروه نوجوانان دارای والدین باسواد و گویشوران مسن باسواد با افزایش استفاده از صورت‌های معیار همراه است. در گروه نوجوانان در نیمی از متغیرهای زبانی مورد مطالعه، جنس نقشی در تمایز گفتار نداشته است.